# Rossinière
Rossinière ist eine politische Gemeinde im District de la Riviera-Pays-d’Enhaut des Kantons Waadt in der Schweiz. Der frühere deutsche Name Russeneiri wird heute nicht mehr verwendet. Die Bevölkerungszahl ist seit Jahren stabil und beträgt 495 (Ende 2004), davon wohnen gut 90 Personen im Weiler La Tine und zwei Familien in La Chaudanne.

## Geographie
Die Gemeinde grenzt an die Waadtländer Gemeinden Château-d’Oex im Osten und Villeneuve sowie Veytaux im Süden. Im Westen und Norden liegt der Kanton Freiburg. Rossinière ist mit einer Fläche von 2334 ha  die kleinste Gemeinde des Distrikts. 

Luftbild (1964)

Die Gemeinde besteht aus dem Dorf Rossinière und den Weilern La Chaudanne und La Tine. Wer aus dem Greyerzerland kommt, überschreitet in der Schlucht Défilé de La Tine die Kantonsgrenze und erreicht bei La Tine das waadtländische Territoriums des Pays-d’Enhaut.
Die Waldfläche beträgt alleine 860 ha, davon sind 642 ha im Besitz der Gemeinde. Der höchste Punkt auf Gemeindegebiet ist die Pointe de Cray mit 2070 m ü. M. Der markanteste Berg ist aber die Dent de Corjon mit 1967 m ü. M., die oft als Hintergrund verwendet wird, wenn Fotos der Gemeinde gemacht werden.
Seit der Erstellung einer zweiten Talsperre zur Aufstauung der Saane durch die Freiburgischen Kraftwerke hat die Gemeinde auch einen kleinen See, den Lac du Vernex.
Die MOB (Montreux-Oberland Bernois-Bahn) zwischen Montreux, Château-d’Œx und Gstaad führt durch Rossinière. Strassenverbindungen gehen nach Bulle FR, Vevey, Lausanne sowie über den Col des Mosses nach Aigle VD.

## Geschichte
Auf das Jahr 780 datiert die Nennung von Ransonery, aus dem später Rossinière wurde. Die Gemeinde war zuerst Teil der Grafschaft Greyerz, kam mit dieser an den Stadtstaat Bern und kam 1803 zum Kanton Waadt. Trotz vieler Naturkatastrophen und Brände sind einige alte Gebäude erhalten geblieben. Die Kirche ist ein Bau aus dem 17. Jahrhundert. Es gibt weiter den Zeitglockenturm (Tour de l’Horloge) und das Gemeindehaus (Hôtel de Ville). Das Quartier Frasse weist heute noch typische Hausformen auf, unter ihnen ist das Chalet de La Place, erbaut 1664, ein unter Denkmalschutz stehendes Gebäude, das vom Geschmack der Vornehmen seiner Zeit Zeugnis ablegt. Das Grand Chalet ist eines der grössten historischen Holzhäuser in der Schweiz und in Europa. Es weist eine reich verzierte Fassade auf und hat 113 Fenster; auch die Inneneinrichtung ist sehenswert. Das Grand Chalet wurde 1754 vom Zimmermeister Joseph Geneyne für Jean-David Henchoz gebaut. Später wurde es zum Hotel, in dem unter anderem auch Victor Hugo übernachtete. Die Hoteliersfamilie Devenish verstand es, Touristen aus aller Welt anzulocken, namentlich aber aus England. 1976 wurde es vom Maler Balthasar Klossowski von Rola (genannt Balthus) gekauft, der dort bis zu seinem Tod im Februar 2001 zusammen mit seiner Frau Gräfin Setsuko wohnte.
Seit 2012 gehört die Gemeinde zum Parc naturel régional Gruyère Pays-d’Enhaut.

## Wirtschaft
Seit Urzeiten sind Land- und Forstwirtschaft die Standbeine der Wirtschaft in der Gemeinde, während Industrie gänzlich fehlt. Anfang des 20. Jahrhunderts war die Waldwirtschaft noch die primäre Einkommensquelle der Gemeinde. Sie warf so viel ab, dass die Bürger von Rossinière keine Steuern zu bezahlen brauchten. Gegen Ende des 20. Jahrhunderts veränderte die Marktentwicklung alles; die tiefen Holzpreise zwingen die Besitzer zu minimaler Bewirtschaftung. Noch 14 Bauernbetriebe sind übrig geblieben.

## Film und Fernsehen
Im Jahr 1983 erschien die japanische Anime-Serie Die Kinder vom Berghof, die in Rossinière spielt. Als Vorlage für die Anime-Serie diente das Kinderbuch Spuren im Schnee der Autorin Patricia St. John. Die Serie umfasst insgesamt 48 Episoden. 1980 erschien auch der englische Film von Mike Pritchard Treasures of the Snow, in dem die Kinder von Rossinière mitspielen und der auf dem gleichnamigen Buch basiert.

## Sehenswürdigkeiten

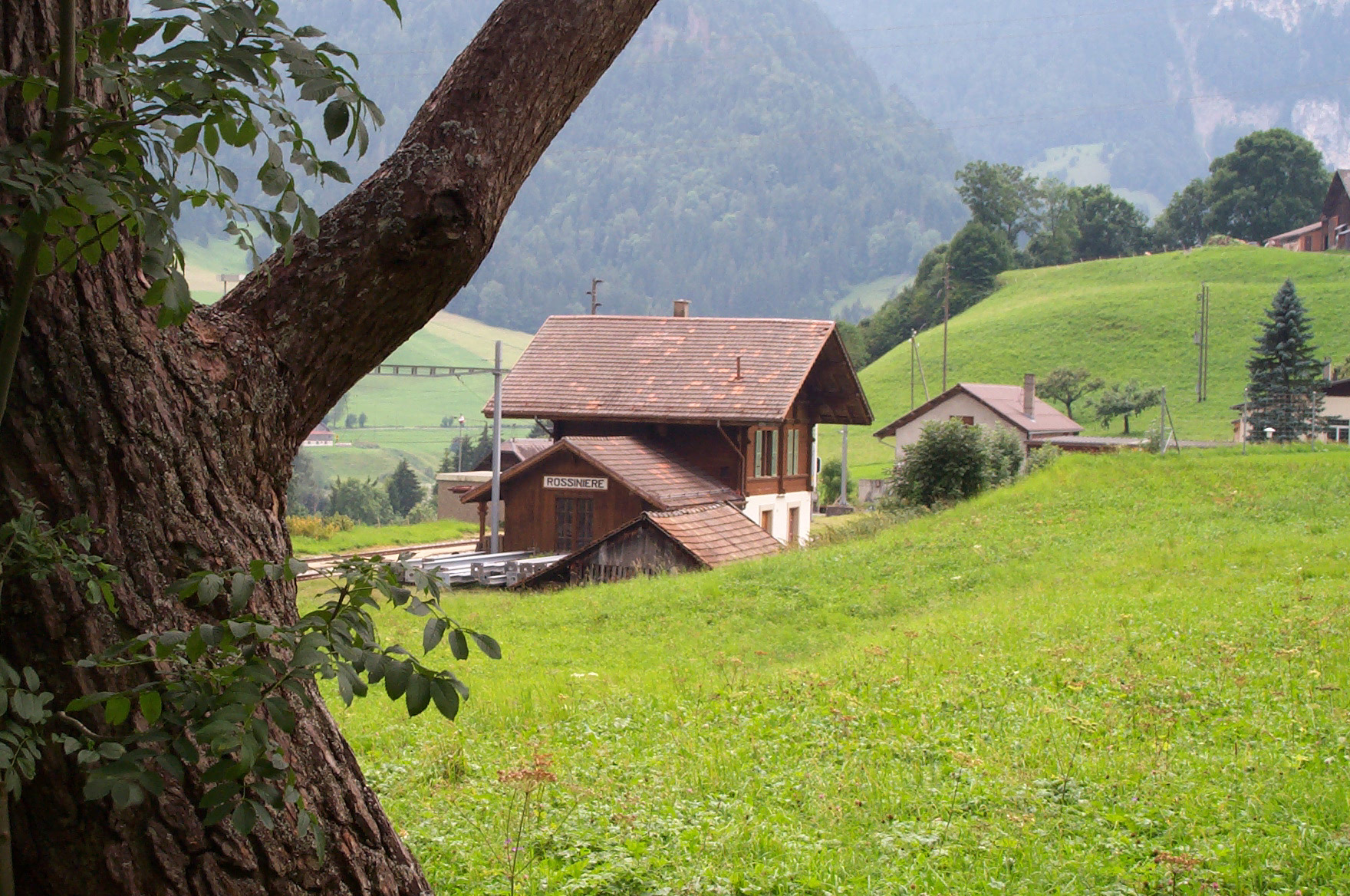
Bahnhof
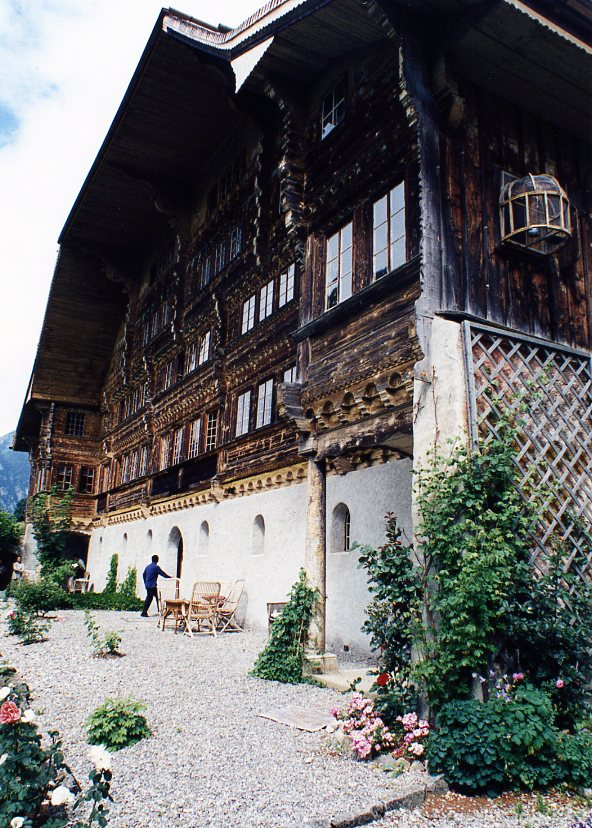
Grand Chalet
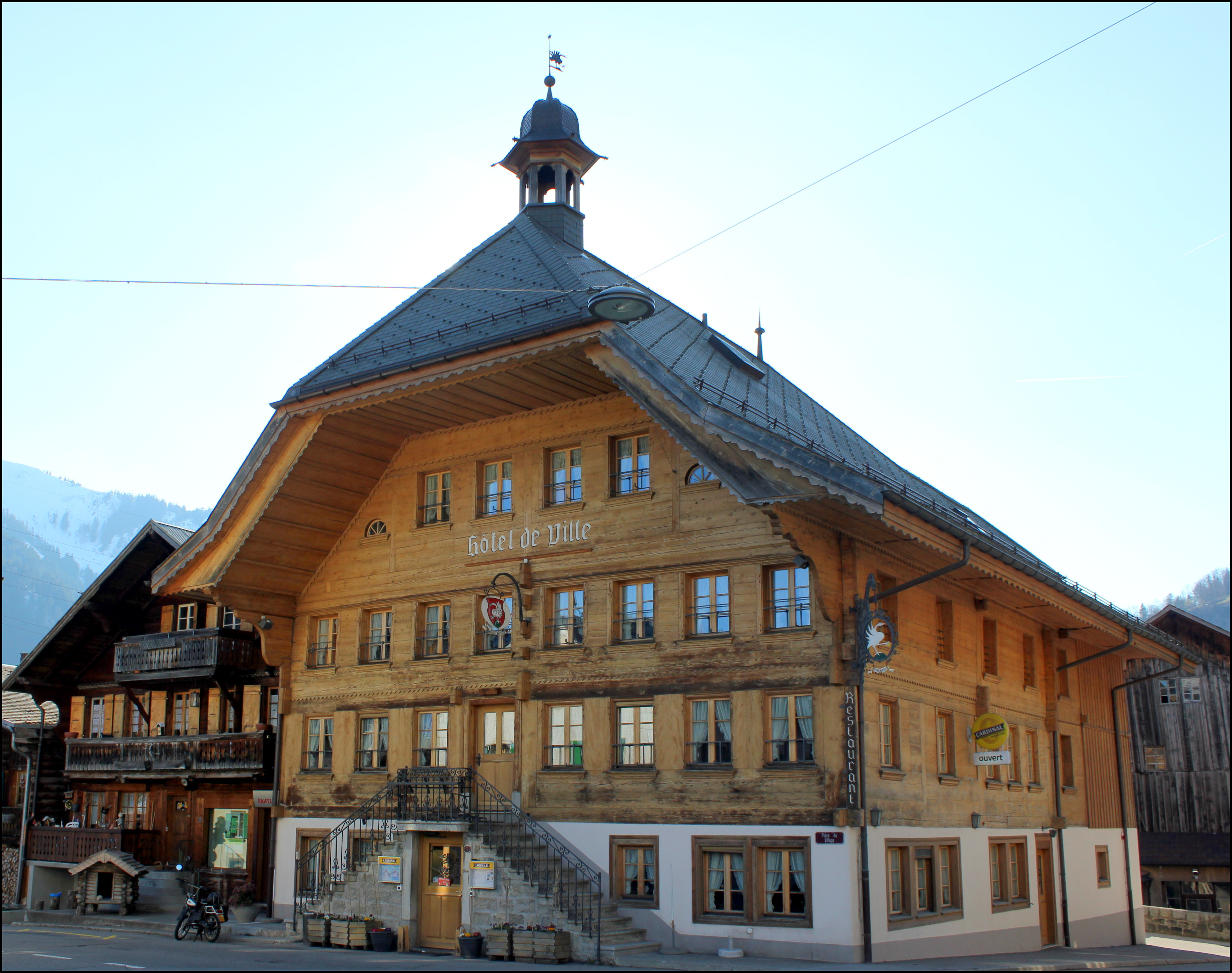
Gemeindehaus